# マシアス・クリスティアンセン
マシアス・クリスティアンセン（デンマーク語: Mathias Christiansen、1994年2月20日 - ）は、デンマークの男子バドミントン選手。
BWF世界ランキング最高位は4位。

## 経歴
2017年後半から2019年前半まではクリスティナ・ペデルセンとペアを組み、インド・オープン優勝などをし、世界ランクは最高4位まで到達。
2019年から、混合ダブルスでアレクサンドラ・ボイエとペアを組む。
2023年のシンガポール・オープンでは、決勝で渡辺勇大 / 東野有紗を破って優勝した。